# 陳澍 (嘉靖進士)
陳澍（1492年—？年），字伯雨，南直隸廬州府合肥縣人，明朝政治人物。

## 生平
治《書經》，由國子生中式嘉靖元年（1522年）壬午科應天府鄉試第一百十九名舉人，嘉靖十一年（1532年）壬辰科會試第八十九名，第三甲第五十二名進士。觀戶部政，授户部主事，陞員外、郎中，嘉靖二十年任衛輝知府。

## 家族
行二。曾祖陳暹；祖父陳頤；父陳春；母王氏。具慶下，妻張氏，兄瀾，弟瀠；潛。